# Zbigniew Szuba
Zbigniew Aleksander Szuba (né le 25 juillet 1955 à Jasionów en Pologne) est un pentathlonien polonais, champion du monde par équipe.

## Biographie
Initialement il pratique le tir sportif pour se tourner vers le pentathlon, il s'entraîne dans les clubs suivants:  SKS Rzeszów, KS Walter Rzeszów et finalement Legia Varsovie. Il devient champion de Pologne en 1984 et 1986. Le plus grand succès de sa carrière est le championnat du monde par équipe en 1981.

## Palmarès

### Championnats du monde
- 1981
  -  Médaille d'or par équipe

### Championnats de Pologne
- 1980  Médaille de bronze
- 1981  Médaille de bronze
- 1984  Médaille d'or
- 1985  Médaille de bronze
- 1986  Médaille d'or